# Saint-Martin-de-Bienfaite-la-Cressonnière
Saint-Martin-de-Bienfaite-la-Cressonnière é uma comuna francesa na região administrativa da Normandia, no departamento Calvados. Estende-se por uma área de 11,63 km². Em 2010 a comuna tinha 450 habitantes (densidade: 38,7 hab./km²).